# Фокін Євген Васильович
Євге́н Васи́льович Фо́кін (рос. Фокин Евгений Васильевич, 25 жовтня 1909, Подольськ, Подольський повіт, Московська губернія — 12 листопада 1972, Москва) — радянський футболіст, футбольний тренер. Заслужений майстер спорту СРСР (1945). Ігрове амплуа — воротар.

## Біографія

### Ігрова кар'єра
Почав грати в Москві в шкільній команді. З 1925 по 1929 рік грав у командах клубу ім. Ілліча (Подольськ).
З 1930 року по 1944 рік гравець «Динамо» (Москва). У збірній Москви 1930—1934, 1939-1940, РРФСР — 1932—1933. Учасник матчу зі «Славією» (Софія) у 1940 році. Чемпіон товариства «Динамо» в 1933 році. У «55-ти» товариства «Динамо» — № 4 (1933). Закінчив виступи у зв'язку з важкою травмою.

Так відгукувався про його гру суперник на полі спартаківець Микола Стазрістін.

На Фокіна варто було подивитися, коли він йшов назустріч форварду: з непохитною упевненістю підкладався він під удар, парируючи, здавалося б, безнадійні м'ячі.

### Тренерська кар'єра
Тренував клуби «Динамо» (Москва), як головний тренер «Динамо» (Київ), «Динамо» (Мінськ). У 1952 році написав книгу «Гра воротаря». У 1954 році повернувся в Москву на посаду начальника команди «Динамо».
У 1958 році перейшов на посаду головного тренера школи «Динамо» (Москва).
З 1962 по вересень 1963 року— головний тренер ризької «Даугави». У 1964—1966 і 1968—1971 роках тренував відділ футболу Спорткомітету РРФСР. Начальник команд «Локомотив» (Москва) (1967), «Торпедо» (Володимир) (1972)

## Досягнення
- Чемпіон Москви 1930 (о), 1931 (о), 1934 (о), 1935 (в)
- Чемпіон СРСР 1937, 1940
- Володар Кубка СРСР 1937
- У 1945 році присвоєно звання Заслужений майстер спорту[2][3]